# Hyman Minsky
Hyman Philip Minsky (Chicago, 23 de setembro de 1919 - Rhinebeck, 24 de outubro de 1996) foi um economista americano pós-keynesiano. É conhecido por seus estudos sobre as crises financeiras e sua ligação com o ciclo econômico. Suas análises exerceram grande influência, não apenas na academia mas também nos meios financeiros.

## Biografia
Hyman Minsky era filho de dois imigrados mencheviques bielorrussos, que haviam deixado a Rússia após a revolução de 1905. Ambos eram militantes socialistas. Seu pai era membro da seção judaica do Partido Socialista americano, em Chicago.
Em 1941, Minsky conclui seu curso de graduação em matemática na Universidade de Chicago. Depois disso, orienta-se para o estudo da economia. Em Chicago, é influenciado pelos trabalhos de Oskar Lange, Henry Simons, Jacob Viner e Frank Knight. No verão de 1942, trabalha para Leontief em Harvard, onde permanecerá para prosseguir seus estudos. De 1943 a 1946, serve ao exército americano na Europa. Após a guerra, retorna a Harvard e prepara sua tese sob a direção de Schumpeter e obtém seu doutorado em 1954.
Minsky iniciou-se no pensamento de Keynes através da leitura de A Treatise of Probability, obra na qual Keynes examina a tomada de decisão dentro de um contexto de incerteza. De 1949 a 1957, Minsky ensina na Universidade Brown e de 1957 a 1965 em Berkeley. De 1965 até sua morte, Hyman Minsky foi professor de economia da Universidade Washington em St. Louis.

## Teoria financeira
Minsky propôs teorias que ligam a fragilidade do mercado financeiro, no ciclo de vida normal de uma economia, com bolhas de investimento especulativo endógenas aos mercados financeiros. Minsky afirmou que em tempos prósperos, quando o fluxo de caixa corporativo sobe além do necessário para pagar dívidas, uma euforia especulativa se desenvolve e, logo depois, as dívidas excedem o que os mutuários podem pagar com suas receitas recebidas, o que, por sua vez, produz uma crise financeira. Como resultado dessas bolhas de empréstimos especulativos, bancos e credores restringem a disponibilidade de crédito, mesmo para empresas que podem pagar empréstimos, e a economia subsequentemente se contrai.
Esse lento movimento do sistema financeiro da estabilidade para a fragilidade, seguido de crise, é algo pelo qual Minsky é mais conhecido, e o conceito de "momento Minsky" refere-se a esse aspecto do trabalho acadêmico de Minsky.
"Ele ofereceu insights muito bons nos anos 60 e 70, quando as ligações entre os mercados financeiros e a economia não eram tão bem compreendidas quanto agora", disse Henry Kaufman, gerente de recursos e economista de Wall Street. "Ele nos mostrou que os mercados financeiros podem se mover com frequência em excesso. E ele ressaltou a importância do Federal Reserve como credor de último recurso.
O modelo de sistema de crédito de Minsky, que ele apelidou de "hipótese da instabilidade financeira" (FIH), incorporou muitas ideias já circuladas por John Stuart Mill, Alfred Marshall, Knut Wicksell e Irving Fisher. "Uma característica fundamental de nossa economia", escreveu Minsky em 1974, "é que o sistema financeiro oscila entre robustez e fragilidade e essas oscilações são parte integrante do processo que gera ciclos econômicos".
Discordando de muitos economistas convencionais da época, ele argumentou que essas oscilações, e os altos e baixos que podem acompanhá-las, são inevitáveis na chamada economia de livre mercado - a menos que o governo intervenha para controlá-las, por meio de regulamentação, ação do banco central e outras ferramentas. Tais mecanismos de fato surgiram em resposta a crises como o Pânico de 1907 e a Grande Depressão. Minsky se opôs à desregulamentação que caracterizou a década de 1980.
Foi na Universidade da Califórnia, em Berkeley, que seminários com a participação de executivos do Bank of America o ajudaram a desenvolver suas teorias sobre empréstimos e atividade econômica, pontos de vista que ele expôs em dois livros, John Maynard Keynes (1975), um estudo clássico do economista e suas contribuições, e Estabilizando uma economia instável (1986), e mais de uma centena de artigos profissionais.

### Desenvolvimentos posteriores
As teorias de Minsky gozaram de alguma popularidade, mas tiveram pouca influência na economia convencional ou na política do banco central.
Minsky declarou suas teorias verbalmente e não construiu modelos matemáticos baseados nelas. Minsky preferiu usar balanços patrimoniais interligados em vez de equações matemáticas para modelar economias: "A alternativa para começar a teorizar sobre economias capitalistas postulando funções de utilidade sobre os reais e funções de produção com algo rotulado K (chamado capital) é começar com os balanços interligados da economia". Consequentemente, suas teorias não foram incorporadas aos modelos econômicos convencionais, que não incluem a dívida privada como um fator.
As teorias de Minsky, que enfatizam os perigos macroeconômicos das bolhas especulativas nos preços dos ativos, também não foram incorporadas à política do banco central. No entanto, na esteira da crise financeira de 2007-2010, houve um interesse crescente nas implicações políticas de suas teorias, com alguns banqueiros centrais defendendo que a política do banco central inclua um fator Minsky.

## As teorias de Minsky e a crise das hipotecas subprime

### Hipótese de instabilidade financeira de Minsky
A locução "Momento Minsky" foi cunhada  em 1998, por Paul McCulley, da PIMCO, empresa estadunidense de gestão de investimentos, aplicando-a ao início da crise financeira russa de 1998, lembrando que Hyman Minsky observara o modo pelo qual banqueiros, comerciantes e outros financistas periodicamente desempenhavam o papel de incendiários, colocando toda a economia em chamas. Minsky se opunha à desregulamentação que caracterizou a década de 1980.
As teorias de Minsky sobre o acúmulo de dívidas receberam atenção revivida na mídia durante a crise das hipotecas subprime da primeira década deste século. Alguns, como McCulley, dataram o início da crise financeira de 2007-2010 como um momento Minsky e chamaram a crise seguinte de "jornada reversa de Minsky". McCulley data esse momento em agosto de 2007, enquanto outros o situam alguns meses antes (em junho de 2007, por exemplo, quando se deu a falência de dois fundos Bear Stearns) ou algum tempo depois.
Segundo Minsky, um mecanismo chave que empurra uma economia para a crise é o acúmulo de dívidas pelo setor não governamental. Ele identificou três tipos de tomadores de empréstimos (ou mutuários) que contribuem para o acúmulo de dívidas insolventes: tomadores de hedge, tomadores especulativos e tomadores de empréstimos Ponzi.
O mutuário de hedge pode fazer pagamentos de dívidas (cobrindo juros e principal) a partir de fluxos de caixa atuais de investimentos. Para o mutuário especulativo, o fluxo de caixa dos investimentos pode pagar a dívida, ou seja, cobrir os juros devidos, mas o mutuário deve rolar regularmente ou retomar o principal emprestado. O mutuário Ponzi (nomeado em homenagem a Charles Ponzi, ver também esquema Ponzi) toma emprestado com base na crença de que a valorização do valor do ativo será suficiente para refinanciar a dívida, mas não pode fazer pagamentos suficientes de juros ou principal com o fluxo de caixa dos investimentos; apenas o valor do ativo em valorização pode manter o mutuário Ponzi à tona.
Esses três tipos de tomadores de empréstimos se manifestam em um sistema de três fases:
1. Fase de hedge: ocorre logo após uma crise financeira e após a recuperação, num momento em que bancos e tomadores de empréstimos estão excessivamente cautelosos. Isso faz com que os empréstimos sejam mínimos, garantindo que o tomador possa pagar o principal e os juros. Assim, a economia provavelmente está buscando equilíbrio e contenção. Esta é a fase Cachinhos Dourados "nem muito quente, nem muito fria" da acumulação de dívidas.
2. Fase especulativa: surge à medida que a confiança no sistema bancário é lentamente renovada. Essa confiança traz certa complacência baseada na crença de que as boas condições de mercado permanecerão. Em vez de só conceder empréstimos a tomadores que podem pagar tanto o principal quanto os juros, os empréstimos são concedidos também àqueles que só podem pagar os juros, enquanto o capital deverá ser reembolsado por refinanciamento. Isso dá início à fase de declínio, rumo à instabilidade.
3. Fase Ponzi: começa à medida que a confiança  no sistema bancário continua a crescer, e os bancos continuam acreditando que os preços dos ativos continuarão a subir. Nesse estágio, o mutuário não pode pagar o principal nem os juros dos empréstimos contratados, levando a execuções hipotecárias e grandes falências por endividamento excessivo.

Se o uso de esquemas Ponzi se generaliza no sistema financeiro, a inevitável desilusão do mutuário Ponzi pode fazer com que o sistema trave: quando a bolha estoura, ou seja, quando os preços dos ativos param de subir, o mutuário especulativo não pode mais refinanciar (rolar) o principal, mesmo que ainda seja capaz de cobrir os pagamentos de juros. Tal como acontece com uma linha de dominó, o colapso dos mutuários especulativos pode derrubar até mesmo os tomadores de empréstimos de hedge, que são incapazes de encontrar empréstimos, apesar da aparente solidez dos seus investimentos subjacentes.

### Aplicação à crise das hipotecas subprime
O economista Paul McCulley descreveu como a hipótese de Minsky se traduz na crise das hipotecas subprime. McCulley ilustrou os três tipos de categorias de empréstimos usando uma analogia do mercado hipotecário: um mutuário de hedge teria um empréstimo hipotecário tradicional e está pagando o principal e os juros; o mutuário especulativo teria um empréstimo somente com juros, o que significa que está pagando apenas os juros e deve refinanciar mais tarde para pagar o principal; o mutuário Ponzi teria um empréstimo de amortização negativa, o que significa que os pagamentos não cobrem o valor dos juros e o principal está realmente aumentando. Os credores só forneceram fundos aos mutuários ponzi devido à crença de que os valores das moradias continuariam a aumentar.
McCulley escreve que a progressão através dos três estágios de empréstimo de Minsky era evidente à medida que as bolhas de crédito e imobiliário se formavam até aproximadamente agosto de 2007. A demanda por moradias foi causa e efeito do sistema bancário paralelo em rápida expansão, que ajudou a financiar a mudança para mais empréstimos dos tipos especulativo e ponzi, por meio de empréstimos hipotecários cada vez mais arriscados em níveis mais altos de alavancagem. Isso ajudou a impulsionar a bolha imobiliária, pois a disponibilidade de crédito incentivou os preços mais altos das casas. Desde o estouro da bolha, estamos vendo a progressão inversa, à medida que as empresas se desalavancam, os padrões de empréstimo são elevados e a parcela de mutuários nos três estágios volta para o tomador de hedge.
McCulley também aponta que a natureza humana é inerentemente pró-cíclica, o que significa, nas palavras de Minsky, que "de tempos em tempos, as economias capitalistas exibem inflações e deflações da dívida que parecem ter o potencial de sair do controle. Em tais processos, as reações do sistema econômico a um movimento da economia amplificam o movimento - a inflação se alimenta da inflação e a deflação da dívida se alimenta da deflação da dívida. Em outras palavras, as pessoas são investidores momentum por natureza, não investidores de valor. As pessoas naturalmente tomam ações que expandem os pontos altos e baixos dos ciclos. Uma implicação para os formuladores de políticas e reguladores é a implementação de políticas anticíclicas, como requisitos de capital contingente para bancos que aumentam durante os períodos de boom e são reduzidos durante as recessões.

## Períodos de capitalismo de Minsky
Embora a pesquisa de Minsky na década de 1980 dependesse da análise keynesiana, ele achava que as mudanças na estrutura da economia dos EUA exigiam novas análises e, para isso, recorreu a Schumpeter.  Tanto Schumpeter (quanto Keynes), argumentou Minsky, acreditavam que as finanças eram o motor do investimento nas economias capitalistas, de modo que a evolução dos sistemas financeiros, motivada pela busca de lucro, poderia explicar a natureza mutável do capitalismo ao longo do tempo. A partir disso, Minsky dividiu o capitalismo em quatro estágios: Comercial, Financeiro, Gerencial e Gestor de Dinheiro. Cada um é caracterizado pelo que está sendo financiado e quem está fazendo o financiamento.

### Capitalismo Comercial
O primeiro período de Minsky se correlacionou com o capitalismo mercantil. Nesse período, os bancos usam seu conhecimento privilegiado de bancos distantes e comerciantes locais para obter lucro. Eles emitiam letras de mercadorias, essencialmente criando crédito para os comerciantes e uma responsabilidade correspondente para si mesmos, portanto, no caso de perdas inesperadas, eles garantiam pagar. Quando um contrato de crédito era cumprido, o crédito era destruído. Os bancos financiavam os estoques de comerciantes, mas não o estoque de capital – isso significa que a principal fonte de lucro era o comércio, e não a expansão da produção como em períodos posteriores. Como Minsky explicou, "o capitalismo comercial pode muito bem ser considerado como correspondendo à estrutura das finanças quando a produção é feita por trabalho e ferramentas, e não por maquinário e trabalho".

### Capitalismo Financeiro
A revolução industrial deu mais importância ao emprego de máquinas na produção e aos custos não trabalhistas que a acompanhavam. Isso exigia 'ativos duráveis' e, portanto, criou a corporação como uma entidade, com responsabilidade limitada para os investidores. A principal fonte de financiamento passou dos bancos comerciais para os bancos de investimento, especialmente com a proliferação de ações e obrigações nos mercados de títulos. Como a concorrência entre as empresas poderia levar a uma queda nos preços, ameaçando sua capacidade de cumprir os compromissos financeiros existentes, os bancos de investimento começaram a promover uma consolidação de capital, facilitando trusts, fusões e aquisições. O crash do mercado de ações de 1929 encerrou seu domínio da economia.

### Capitalismo gerencial
Baseando-se na teoria do lucro de Michal Kalecki, Minsky argumenta que o nível de investimento determina a demanda agregada e, portanto, o fluxo de lucros (ou seja, o próprio investimento se financia). De acordo com Minsky, os gastos deficitários keynesianos das economias pós-depressão garantiram o fluxo de lucros e permitiram o retorno das empresas que se financiavam com lucros (algo que não era difundido desde o primeiro período do capitalismo). A administração das empresas tornou-se mais independente do banqueiro de investimento e do acionista, levando a horizontes de tempo mais longos nas decisões de negócios, o que Minsky acreditava ser potencialmente benéfico. Ele compensa isso, no entanto, apontando que as empresas se tornaram burocratizadas, sem a eficiência dinâmica do capitalismo anterior, de modo que se tornaram "prisioneiras da tradição". As decisões de gastos do governo que mudam para o consumo de subscrição em vez do desenvolvimento de ativos de capital também contribuíram para a estagnação, embora a demanda agregada estável significasse que havia ausência de depressões ou recessões.

### Capitalismo de gerente de dinheiro
Minsky argumenta que, devido às leis tributárias e à forma como os mercados capitalizaram a renda, o valor do patrimônio líquido das empresas endividadas era maior do que as financiadas de forma conservadora. Isso levou a uma mudança, conforme explicado por Minsky,
Desenvolveu-se um mercado de controle de empresas: os gestores de fundos cuja remuneração se baseava nos retornos totais obtidos pela carteira que administravam aceitaram rapidamente o preço mais alto dos ativos em sua carteira que resultou do refinanciamento que acompanhou as mudanças no controle das empresas. Além de vender as ações que levaram à mudança de controle, o gestor de dinheiro eram compradores dos passivos (títulos) que saíam de tal refinanciamento. A independência das corporações operacionais dos mercados monetário e financeiro que caracterizavam o capitalismo gerencial era, portanto, um estágio transitório. O surgimento de blocos de dinheiro administrado orientados para retorno e ganhos de capital resultou nos mercados financeiros mais uma vez sendo uma grande influência na determinação do desempenho da economia. No entanto, ao contrário da época anterior do capitalismo financeiro, a ênfase não estava no desenvolvimento do capital da economia, mas sim na rápida virada do especulador, nos lucros comerciais.
Minsky observou que o aumento da gestão do dinheiro, negociando enormes blocos multimilionários todos os dias, levou a um aumento nos títulos e pessoas assumindo posições financeiras para obter lucro. Esse posicionamento em si foi financiado pelos bancos. Minsky observou que as instituições financeiras haviam se afastado muito do financiamento do desenvolvimento de capital neste momento, mas comprometeram grandes fluxos de caixa para a "validação da dívida". 
|                        | Comercial                                 | Financeiro            | Gerencial                               | Gerente de dinheiro                                     |
| ---------------------- | ----------------------------------------- | --------------------- | --------------------------------------- | ------------------------------------------------------- |
| Atividade Econômica    | Comércio                                  | Produção              | Demanda agregada                        | Valor do ativo                                          |
| Objeto Financiado      | Comerciantes                              | Corporação            | Corporação Gerencial                    | Corporação Internacional; Valores mobiliários; Posições |
| Fonte de Financiamento | Banco Comercial (+ financiamento interno) | Banco de Investimento | Banco Central (+ financiamento interno) | Fundo de dinheiro                                       |

Outros economistas, como Charles Whalen e Jan Toporowski, discutiram os períodos de capitalismo de Minsky. Ambos sugerem um estágio intermediário entre o capitalismo comercial e financeiro, o que Whalen chama de "capitalismo industrial" e o que Toporowski chama de "capitalismo clássico". Isso foi caracterizado pelo capitalista-empreendedor tradicional, o proprietário pleno de sua empresa, que estava particularmente focado na expansão da produção por meio do desenvolvimento de ativos de capital. Whalen contrasta essa expansão com a consolidação do capital sob o capitalismo financeiro.  Toporowski vincula o capitalismo de gestão de dinheiro às tendências atuais de globalização e financeirização.

## Opiniões sobre John Maynard Keynes
Em seu livro John Maynard Keynes (1975), Minsky criticou a interpretação da síntese neoclássica da Teoria Geral do Emprego, do Juro e da Moeda. Ele também apresentou sua própria interpretação da Teoria Geral, que enfatizava aspectos que não eram enfatizados ou ignorados pela síntese neoclássica, como a incerteza knightiana.

## Publicações selecionadas
- « Monetary Systems and Accelerator Market Changes », American Economics Review, 1957.
- « Central Banking and Money Market Changes », Quaterly Journal of Economics 1957,
- « Can "It" Happen Again? », 1963, in Carson, editor, Banking and Monetary Studies.
- « Longer Waves in Financial Relations: Financial factors in more severe depressions », 1964, AER.
- « The Modeling of Financial Instability: An introduction », 1974, Modelling and Simulation.
- John Maynard Keynes, 1975.  Columbia University Press